# Weegee
Weegee era el pseudònim d'Arthur (Usher) Fellig (12 de juny de 1899 – 26 de desembre de 1968), un fotògraf de premsa estatunidenc d'origen austrohongarès, conegut per la seva fotografia de carrer d'unes característiques dures i negres. Weegee va treballar a Manhattan, al Lower East Side de Nova York com a fotògraf de premsa durant els anys 1930s i 1940s, i va desenvolupar el seu estil seguint els serveis d'emergència de la ciutat i documentant la seva activitat. Gran part de la seva feina documenta escenes realistes de vida urbana, delictes, lesions i morts. Weegee va publicar llibres fotogràfics i també va treballar al cinema, inicialment fent els seus propis curts i més tard col·laborant amb directors com Jack Donohue i Stanley Kubrick.

## Vida
Weegee va néixer a Usher Fellig a Złoczów (ara Zolochiv, Ucraïna), a prop de  Lemberg. El seu nom va ser canviat a Arthur quan va emigrar amb a seva família a Nova York l'any 1909. Allà va fer diverses feines estranyes, incloent fotògraf de nens amb el seu poni al carrer, o com a ajudant de fotògrafs comercials. L'any 1924 va ser contractat com a tècnic de cambra fosca a Acme Newspictures (United Press International Photos). Va deixar aquesta feina l'any 1935 per esdevenir un fotògraf d'autònom. Descrivint els seus començaments, Weegee va declarar:
En el meu cas particular no vaig esperar que algú em donés una feina o alguna cosa, vaig crear una feina per mi mateix —fotògraf d'autònom. I el què vaig fer jo, qualsevol més ho pot fer. El què vaig fer, senzillament era això: vaig anar a la Seu policial de Manhattan i durant dos anys vaig treballar sense una targeta policial o qualsevol classe d'acreditació. Quan una notificació arribava als teletips policials, anava cap a la ubicació. La idea era vendre les fotografies als diaris. I naturalment, vaig triar mètode que va funcionar.
Va treballar a la nit i competia amb la policia per arribar abans a l'escena d'un delicte, venent les seves fotografies a premsa sensacionalista i agències fotogràfiques. Les seves fotografies, se centraven al voltant de la seu policial de Manhattan, i aviat van començar a ser publicades per Herald Tribune, World Telegram, Daily News New York Post, New York Journal American, Sun, i altres.
l'any 1957, després de ser diagnosticat de diabetis, va traslladar-se amb Wilma Wilcox, una treballadora social quàquer que va conèixer als anys 1940s, que es va preocupar per ell i per la seva feina. Va viatjar molt per Europa fins a l'any 1968, treballant pel Daily Mirror i en diversos projectes de fotografia, pel·lícules, conferències i llibres. El 26 de desembre de 1968, Weegee va morir a Nova York a l'edat de 69 anys.

## Nom
Fellig va agafar el seu sobrenom, una representació fonètica de Ouija, a causa de la seva freqüent aparició a escenes minuts després de delictes, focs o altres emergències en ser informades a les autoritats. Es dit també que es va anomenar a ell mateix Weegee o pel personal d'Acme Newspictures o per un agent policial.

## Carrera fotogràfica

### Tècnica fotogràfica
La majoria de les seves fotografies més famoses van ser fetes amb equipament molt bàsic de fotògrafs de premsa i mètodes de l'època: un 4x5 Speed Graphic amb diafragma f/16 i 1/200 d'un segon, amb flash i una distància de focus del conjunt de deu peus. Va ser un fotògraf autodidacte sense formació fotogràfica formal. Weegee va treballar les seves fotografies en una cambra fosca artesenal en el maleter del seu cotxe. Això li proporcionava un resultat instantani que va emfasitzar la naturalesa de la indústria sansacionalista i donava les imatges un "sentiment en calent". Mentre Fellig dispararia una varietat de temes i individus, també va tenir un sentit de que fos el més venut:
Els noms fan la notícia. Si hi ha una lluita entre un parell de beguts a Third Avenue o Ninth Avenue o Hell's Kitchen, ningú es preocupa. És només una baralla de carrer. Però si la gent té una baralla en un Cadillac a Park Avenue i els seus noms estan al Social Register, això fa la notícia i els diaris s'interessen pels fets.
Weegee és famós per contestar "f/8 i ser allà" quan van preguntar-li sobre la seva tècnica fotogràfica. El refrany ha esdevingut consell estàndard dins alguns cercles fotogràfics.

### Finals de 1930s i mitjans de 1940s

Segell de Weegee de goma per signar les seves fotografies

L'any 1938, Fellig era l'únic reporter de premsa de Nova York amb permís per tenir una ràdio portàtil de policia. Va mantenir una cambra fosca completa al maleter del seu cotxe, per tal d'accelerar el llençament del producte als diaris. Weegee treballava principalment en clubs nocturns; va escoltar de prop les transmissions i sovint va superar les autoritats a l'escena.
L'any 1943 cinc de les seves fotografies van ser adquirides pel Museu d'Art Modern. Aquestes obres van ser incloses en la seva exposició titulada, Fotografia d'Acció. Més tard va ser inclòs dins "50 Photographs by 50 Photographers", un altre exposició del MoMA organitzada pel fotògraf Edward Steichen, i ell va fer una conferència a l'Escola Nova per Recerca Social. 
Naked city (1945) va ser el seu primer llibre de fotografies. El productor de pel·lícules Mark Hellinger va comprar els drets al títol de Weegee. L'any 1948, Weegee va treballar per Hellinger a pel·lícula The naked City. Va ser basada una història escrita per Malvin Wald sobre la investigació de l'assassinat d'un model a Nova York. Wald Va ser nominat per un Premi d'Acadèmia pel seu guió, co-escrit amb el guionista, Albert Maltz, qui més tard seria blacklisted en el McCarthy-era. Més tard el títol va ser utilitzat un altre cop per una sèrie televisiva policiaca, i en el 1980s, va ser adoptat per una banda, Naked City, creada pel  músic experimental de Nova York John Zorn.
Segons el director Robert Assenyat, Weegee va aparèixer a la pel·lícula The Set-up el 1949, tocant la campana al partit de boxa.

### 1950s i 1960s
Weege va experimentar amb el cinema de 16mm a partir de 1941 i va treballar a la indústria de Hollywood des de 1946 fins a principis dels 60, com a actor i consultor. Va ser un assessor d'efectes especials sense estar acreditat, i fotògraf acreditat per la pel·lícula de Stanley Kubrick l'any Dr. Strangelove o How I Learned to Stop Worrying and Love the Bomb. El seu accent va ser una de les influències per l'accent del personatge a la pel·lícula, que va interpretar Peter Venedors.
Als anys 1950s i 1960s, Weegee va experimentar amb fotografies panoràmiques, distorsions de foto i fotografia a través de prismes. Utilitzant una lent plàstica, va fer una fotografia famosa a Marilyn Monroe on la seva cara és distorsionada grotescament i tot i així se la segueix reconeixent. Per la pel·lícula El Groc Cab Home de l'any 1950, Weegee va contribuir una seqüència en la qual el tràfic és notablement distorsionat. Als credits de la pel·lícula se'l va anomenar "Luigi". A la dècada del 1960s va fer diversos viatges a Europa on va fotografiar peronatges nus. A Londres v establir una amistat amb el fotògraf pornogràfic Harrison Marques i amb la model Pamela Green la qual va fotografiar.
L'any 1966, dos anys abans de la seva mort, Weegee va interpretar-se a ell mateix a "Nudie Cutie" pel·lícula d'explotació, que va pretendre ser un pseudo-documental de la seva vida. A The 'Imp'probable Mr.Wee Gee es pot veure a Fellig aparentment enamorat d'un maiquí d'un aparador, que després rastreja per Londres, abans d'acabar finalment a París, tot seguint o fotografiant diverses dones.

## Llegat
A Weegee es pot veure una certa selmbança a Brassaï, el qual va fotografiar escenes de carrer de nit a Paris. Els temes de Weegee com el nudisme, intèrprets de circ, freaks i persones de carrer, van ser més tard desenvolupats per Diane Arbus a principis de 1960s.
L'any 1980, la vídua de Weegee, Wilma Wilcox, juntament amb Sidney Kaplan, Aaron Rose i Larry Plata van formar The Weegee Portfolio Incorporated per crear una col·lecció exclusiva de fotogràfiques amb negatius originals. Com a llegat, Wilma Wilcox va donar l'arxiu complet de Weegee – 16,000 fotografies i 7,000 negatius – al Centre Internacional de Fotografia de Nova York. Aquesta traferència de copyright feta l'any 1993 esdevenia la font per diverses exposicions i llibres incloent Weegee's World, editat per Milles Barth (1997), i Unknown Weegee, editat per Cynthia Young (2006). La primera i més gran xposició era de 329 imatges de Weegee World: Life, Death and the Human Drama, feta l'any 1997. L'any 2002 es va fer Weegee's Trick Photography, una exposició d'imatges distorcionades, i quatre anys més tard es va fer Unknown Weegee, que va emfasitzar el seu més caràcter de fotografies de prems groga.
El 2009, el Kunsthalle Viena va muntar una exposició anomenada Elevator to the Gallows. L'exposició va combinar instal·lacions modernes de Bancs Violette amb la fotografia nocturna de Weegee.
L'any 2012, l'ICP va obrir una altra exposició de Weegee titulada, Murder is my Business. També l'any 2012, una exposició anomenada Weegee: The Naked City, es va obrir a Museu d'Art Multimèdia de Moscou. L'any 2013, l'autobiografia de Weegee, originalment publicat el 1961 amb el nom de  Weegee by Weegee i va ser reanomenat Weegee: The Autobiografphy.
Des de l'abril de 2013 fins a juliol 2014 el Flatz Museu de Dornbirn, Àustria va presentar How to photograph a corpse, basat en fotografies de l'arxiu de Weegee, incloent moltes impressions vintage. També apereixien diaris i revistes originals que dataven quan i on les fotos van ser fetes 

## En la cultura popular
- Segons el director Dario Argento, el fotògraf interpretat per Harvey Keitel a Two Evil Eyes era inspirat en Weegee.
- A la pel·lícula The Public Eye de 1992 apareicen característiques basades en Weegee[cal citació]
- A un episodi de The X-Files de 1999, "Tithonus", apareix un fotògraf anomenat "Alfred Fellig" que fa fotografies de delicte.[cal citació]
- La pel·lícula de 2014 Nightcrawler va ser també inspirada en Weegee.[20]

## Col·leccions públiques
- Museu d'Art Modern, Nova York (MOMA)
- El Museu jueu
- Rijksmuseum Amsterdam[21]
- Centre internacional de Fotografia[22]